# Страж, Соломон Наумович
Соломо́н Нау́мович Страж (имя при рождении — Зе́льман Но́химович Страж; 1870, Жижморы, Трокский уезд, Виленская губерния, Российская империя — 16 мая 1934, Москва, СССР) — русский и советский скульптор, резчик по дереву. Участник ленинского плана монументальной пропаганды.

## Биография
Родился в 1870 году в местечке Жижморы, в семье Нохима Зельмановича Стража (1840—1895). Учился в хедере. Уже в детском возрасте у него обнаружилась тяга к лепке, пластическому искусству. В свободное от учёбы в хедере время он занимался лепкой фигурок из хлеба, за что получал наказания от своего меламеда — с одной стороны учитель считал, что юный Соломон отвлекается от изучения схоластических предметов, с другой — он нарушал библейский запрет делать изваяния и изображения чего-либо. Позже Страж поступил на обучение к резчику по дереву. Большую часть времени у него он занимался ремесленной работой по изготовлению украшений для мебели по существующим образцам и почти не занимался самостоятельным творчеством. Участвовал в выставке польских скульпторов, на которой получил серебряную медаль за статуэтку из дерева «Янкель-цимбалист» на тему поэмы «Пан Тадеуш» Адама Мицкевича.
Выполняя один из заказов, скульптор привлёк внимание французского архитектора, который работал у крупного польского помещика. Архитектор рекомендовал Стража помещику и посоветовал отправить его учиться во Францию для углублённого изучения скульптурного дела. В 1912 году, приняв рекомендацию архитектора, помещик предложил Соломону Стражу обучение в Париже с денежным содержанием на все время обучения. Страж, к тому времени уже обзаведшийся семьей, охотно согласился на предложение помещика. С 1912 по 1914 год Соломон Страж учился в мастерской Эмиля Бурделя в Париже, после чего помещик перестал спонсировать его обучение и он вынужден был вернуться в Россию.
Вместе с многочисленными беженцами с западных окраин Российской империи, направившимися в центральные города с началом Первой мировой войны, Страж приехал жить в Москву. Здесь он устроился работать на мебельную фабрику. Как еврей, Страж был лишен права проживания в Москве, у него не было постоянного места для ночлега. Известны его работы этого времени, в которых он воплощал в скульптурных образах еврейскую бедноту — «Доколе», «Продавец газет», «Писец» и «Уличный музыкант». Постепенно Соломон Страж завоевал себе положение в московском художественном мире. Его работы экспонировались на выставке Московского товарищества художников, он получил крупный заказ на украшение группами из дерева кабинета московского предпринимателя.
После Октябрьской революции для Стража открылось новое поле деятельности. В 1918 году, при распределении заказов на создание памятников в рамках реализации ленинского плана монументальной пропаганды, Страж выбрал памятник Жану Жоресу. Скульптору особенно хотелось выполнить памятник именно Жоресу, так как он был свидетелем выступления французского деятеля на митинге протеста против дела Бейлиса. Позже Соломон Страж переехал в Ташкент. Здесь он изучал национальные типы, жизнь местных рабочих. В это же время выполняет для местных музеев бюсты Ленина, Свердлова, Луначарского и других. Затем, в связи с ухудшением здоровья, Страж переехал жить в Кисловодск.
Раннее Страж работал над портретом Демьяна Бедного, и он порекомендовал скульптора как хорошего портретиста Михаилу Ивановичу Калинину. Выполненный Стражем бюст «всесоюзного старосты» получился удачным, он был одобрен для массового изготовления, и Калинин в свою очередь представил художника Г. И. Петровскому. В результате Страж получил новую работу и вернулся в Москву. В столице ему назначили пенсию, выделили 2 комнаты на Большой Бронной. После возвращения в Москву он выполнил скульптурную композицию «Самооборона» (сцена из еврейского погрома), создал ряд символических фигур — «Кулак», «Капитал». Начал работать над проектом памятника Ленину, но не завершил его из-за выявившейся болезни — рака желудка. 
Вылечить болезнь не удалось, Соломон Страж умер в больнице в Москве 16 мая 1934 года. Похоронен на Новодевичьем кладбище.

## Творчество
С точки зрения формального мастерства у Соломона Стража были заметны пробелы в художественном образовании. Так, слабое знание анатомии приводило к крупным ошибкам в пропорциях и нередко искажало удачно задуманные работы. В то же время современники выделяли глубину его творческих замыслов, интересную тематику и композицию его работ. Излюбленным материалом Стража было дерево — сказывалось влияние его первоначальной профессии деревообделочника и столяра-резчика по дереву. Тем не менее у скульптора есть несколько работ в бронзе и камне, которые, впрочем, он сам не высекал и не отливал, а только изготовлял форму.

## Семья
- Жена (с 26 июня 1897 года) — Берта Львовна (Бася-Года Лейбовна) Страж (урождённая Розенталь, 1873—1928), уроженка Вильны[8][6].
  - Сын — Наум Соломонович Наумов-Страж (1898—1957), кинооператор[6].
    - Внук — Владимир Наумович Наумов (1927—2021), кинорежиссёр.

  - У них были также сыновья Арон (1899), Рахмиел (1902—1904), Исаак (1904) и Самуил (1906—1937, расстрелян[9]).